# Mylothris bernice
Mylothris bernice är en fjärilsart som först beskrevs av William Chapman Hewitson 1866.  Mylothris bernice ingår i släktet Mylothris och familjen vitfjärilar. Inga underarter finns listade i Catalogue of Life.

## Bildgalleri

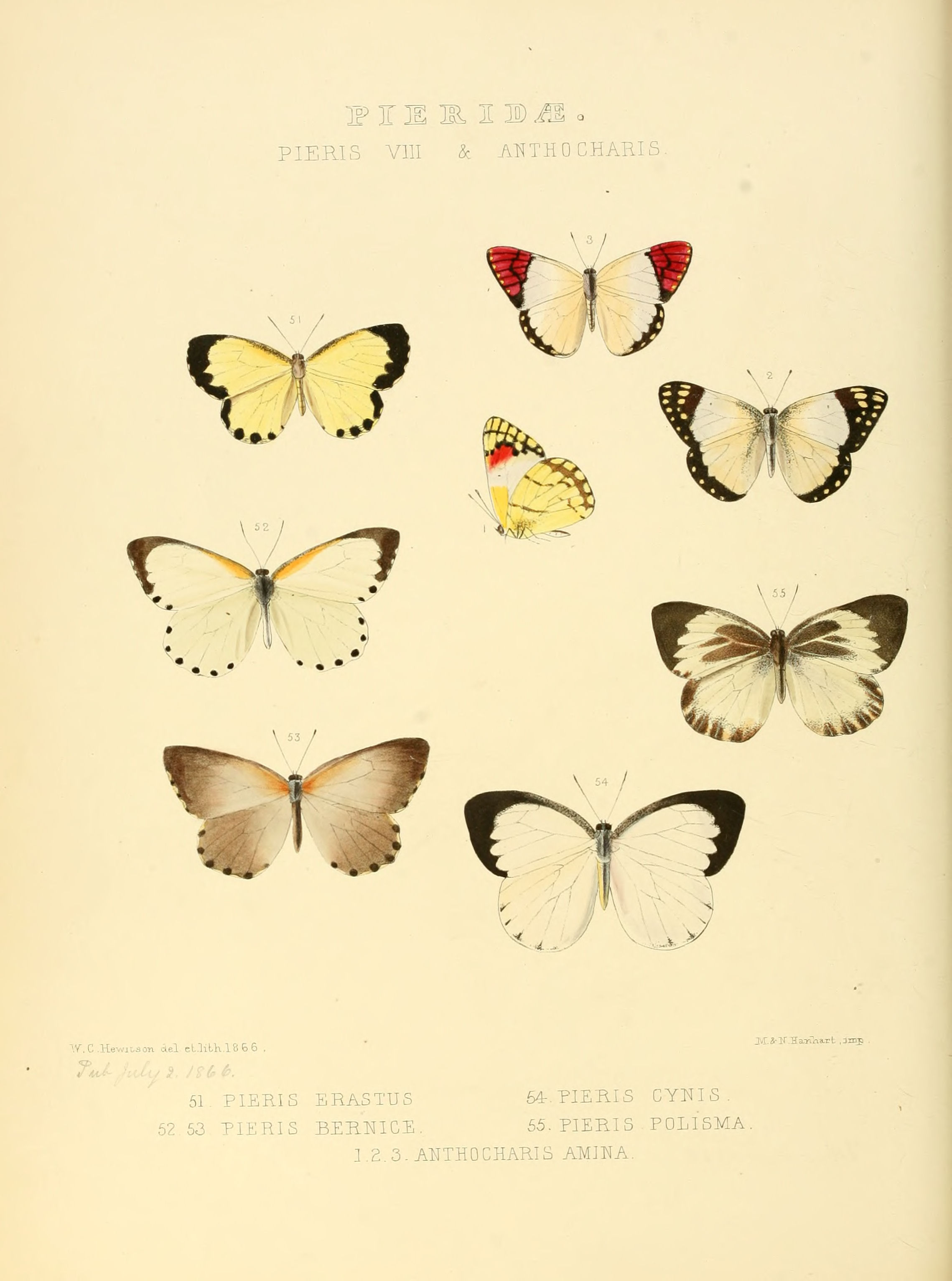
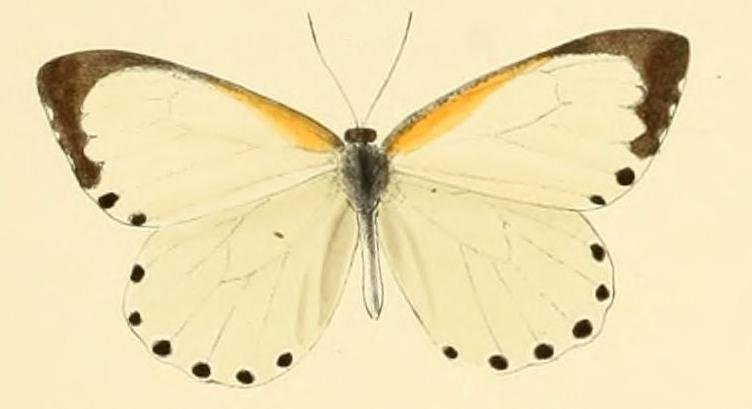